# 澳大利亞時區
澳大利亞時區是覆蓋澳大利亞及其屬地三個時區的總稱。三個時區分別為澳大利亞西部標準時間（AWST; UTC+08:00）、澳大利亞中部標準時間（ACST; UTC+09:30）和澳大利亞東部標準時間（AEST; UTC+10:00），各州份及行政地區以地區立法制訂適用的時區及夏令時間。

澳大利亚时区图

標準時間於1890年代訂立，並於全國使用。在此之前，每個城市或市鎮都可以自由地訂立地方平時。時至今日，西澳大利亚州使用澳大利亞西部標準時間，南澳大利亞州及北領地使用澳大利亞中部標準時間，而昆士蘭州、新南威爾斯州、澳大利亞首都領地、維多利亞州及塔斯曼尼亞州則使用澳大利亞東部標準時間。
夏令時間於澳洲南部及東南部州份中使用，在每年十月第一個星期日至翌年四月第一個星期日實施。